# SVT Play
SVT Play è una piattaforma streaming svedese, proprietà della compagnia pubblica Sveriges Television (SVT). La piattaforma è disponibile in tutto il mondo, ma l'offerta di contenuti è differente rispetto a quella presente in Svezia.
SVT afferma che il servizio offra più di 2000 di trasmissione televisiva. La maggior parte dei contenuti creati per o da SVT vengono pubblicati sulla piattaforma e sono disponibili per 30 giorni.
SVT ha inoltre introdotto nella piattaforma dei canali dedicati a diversi tipi di pubblico, contrassegnati dal nome "Play". Il primo di questi canali è stato Play Bolibompa, attivato alla fine del 2007. È stato poi seguito dal canale all-news Play Rapport, attivato nel maggio 2008.

## Storia

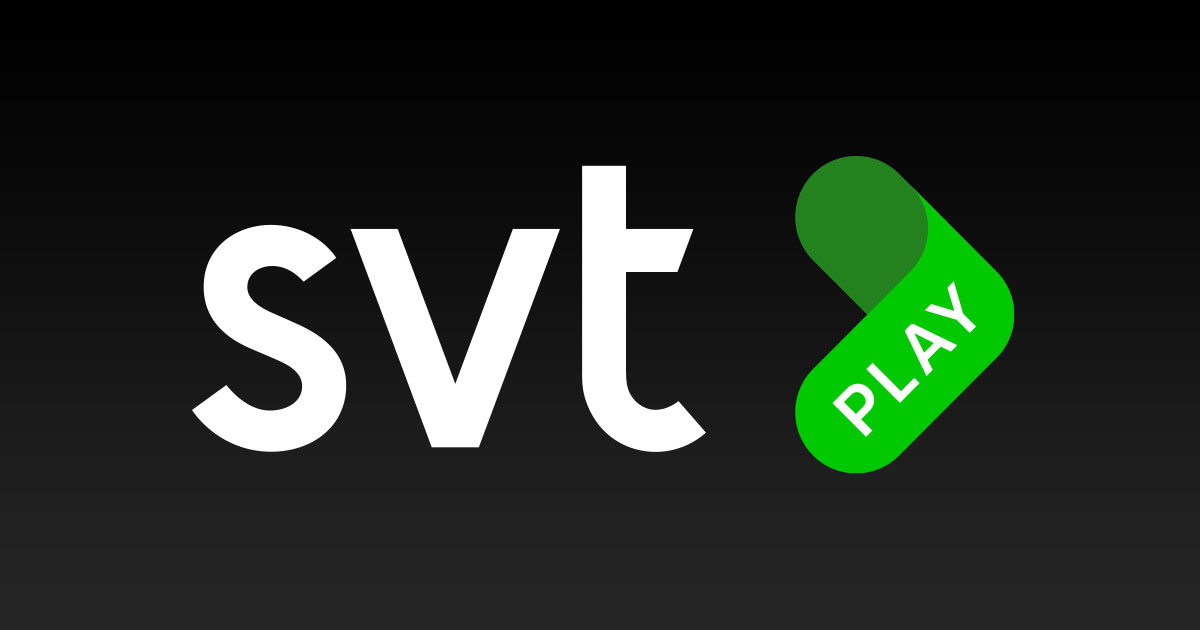
Logo utilizzato dal 2016 al 2017

Il brand viene lanciato da SVT il 14 dicembre 2006, quando il servizio di streaming già esistente assume il nuovo nome, SVT Play. Nel settembre 2007, SVT apre il suo canale YouTube, e dal 2007 al 2008, SVT Play è stato anche disponibile su Joost.
Il 12 giugno 2008, la serie tedesca KDD – Kriminaldauerdienst diventa la prima produzione straniera disponibile su SVT Play.
Durante i Giochi Olimpici del 2008, Sveriges Television ha reso disponibili sulla piattaforma tre canali Play, uno in simulcast con SVT1, uno in simulcast con SVT24 e un altro chiamato Peking+.
Nell'agosto 2008, SVT Play è stato reso disponibile per la prima volta su una piattaforma IPTV, con il lancio del servizio su Telia Digital-tv.
Il 22 settembre dello stesso anno, SVT ha lanciato il canale Play Prima che offre le serie drammatiche targate SVT in alta risoluzione, con bitrate fino a 2,4 Megabit al secondo. Da giugno 2010, SVT Play si avvale di streaming con bitrate adattivo (tra 320 e 2400 kilobit al secondo) e Play Prima è stato dismesso.